# 夫鉢站
夫鉢站（：／ Bubal yeok */?）是京江線與中部內陸線沿線交會的一座鐵路車站，同時也是中部內陸線的起點站，位於韓國京畿道利川市夫鉢邑牙美里。本站有KTX列車停靠。

## 車站結構
站體為2面4線雙島式月台，候車月台設有月台幕門，僅有1處出口。
本站設有連結夫鉢車輛基地的出入廠軌道。

### 月台配置
| ↑ 利川（京江線）／起終點站（中部內陸線）     |
| 上１ \| ２下 \|                              |
| 世宗大王陵（京江線） ↓／加南（中部內陸線） ↓ |

| 月台 | 路線              | 目的地                         |
| ---- | ----------------- | ------------------------------ |
| 上行 | KTX-Eum           | 忠州方向                       |
| 1    | ●首都圈電鐵京江線 | 利川、京畿廣州、二梅、板橋方向 |
| 2    | ●首都圈電鐵京江線 | 世宗大王陵、驪州方向           |
| 下行 | KTX-Eum           | 板橋方向                       |

## 歷史
- 2016年9月24日：落成啟用。
- 2021年12月31日：中部內陸線通車。

## 車站周邊
- LG冠軍廣場（朝鲜语：LG챔피언스파크）
- SK海力士半導體
- 現代電梯（朝鲜语：현대엘리베이터）
- 現代斗山工程機械（朝鲜语：현대두산인프라코어）

## 圖片

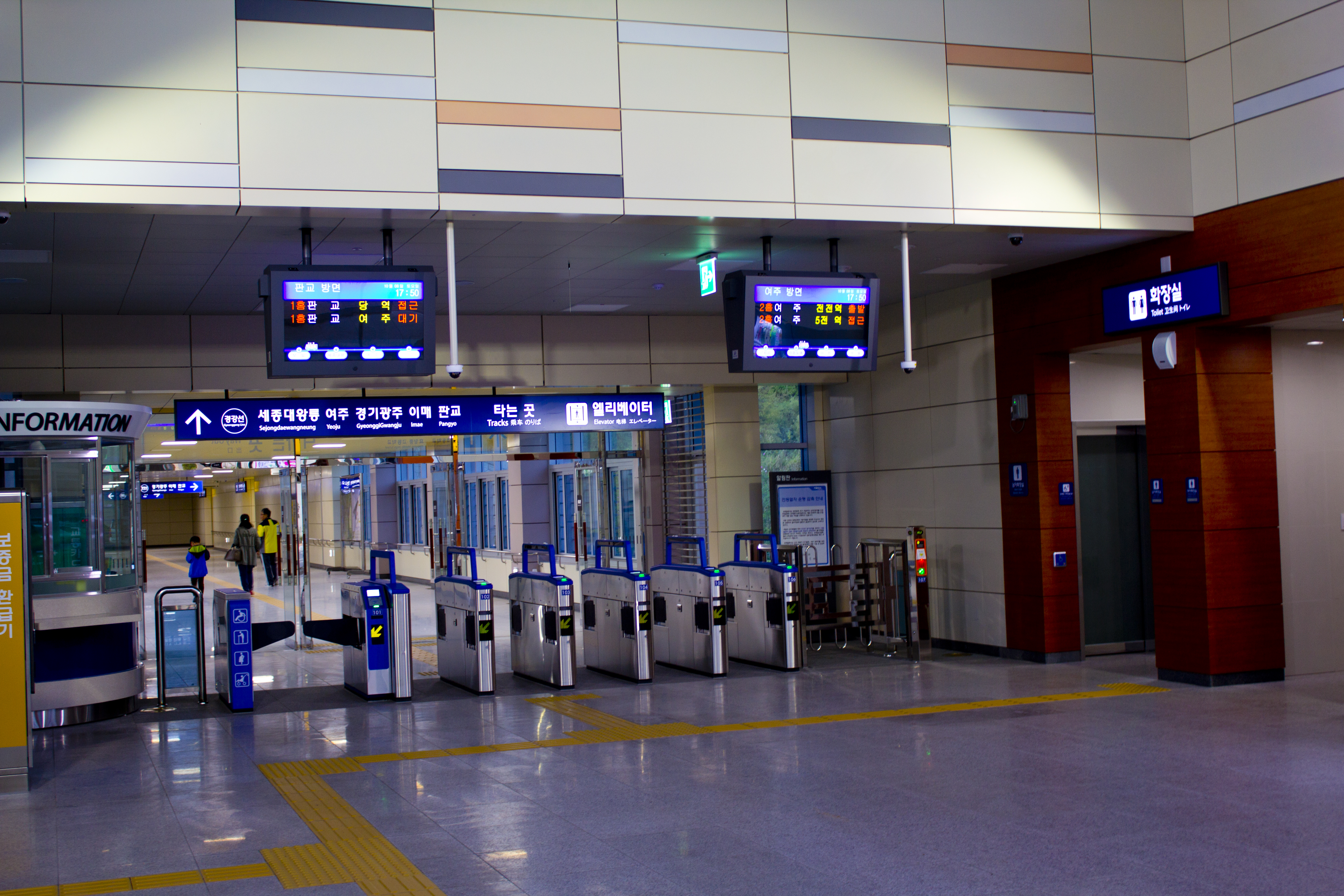
剪票閘口
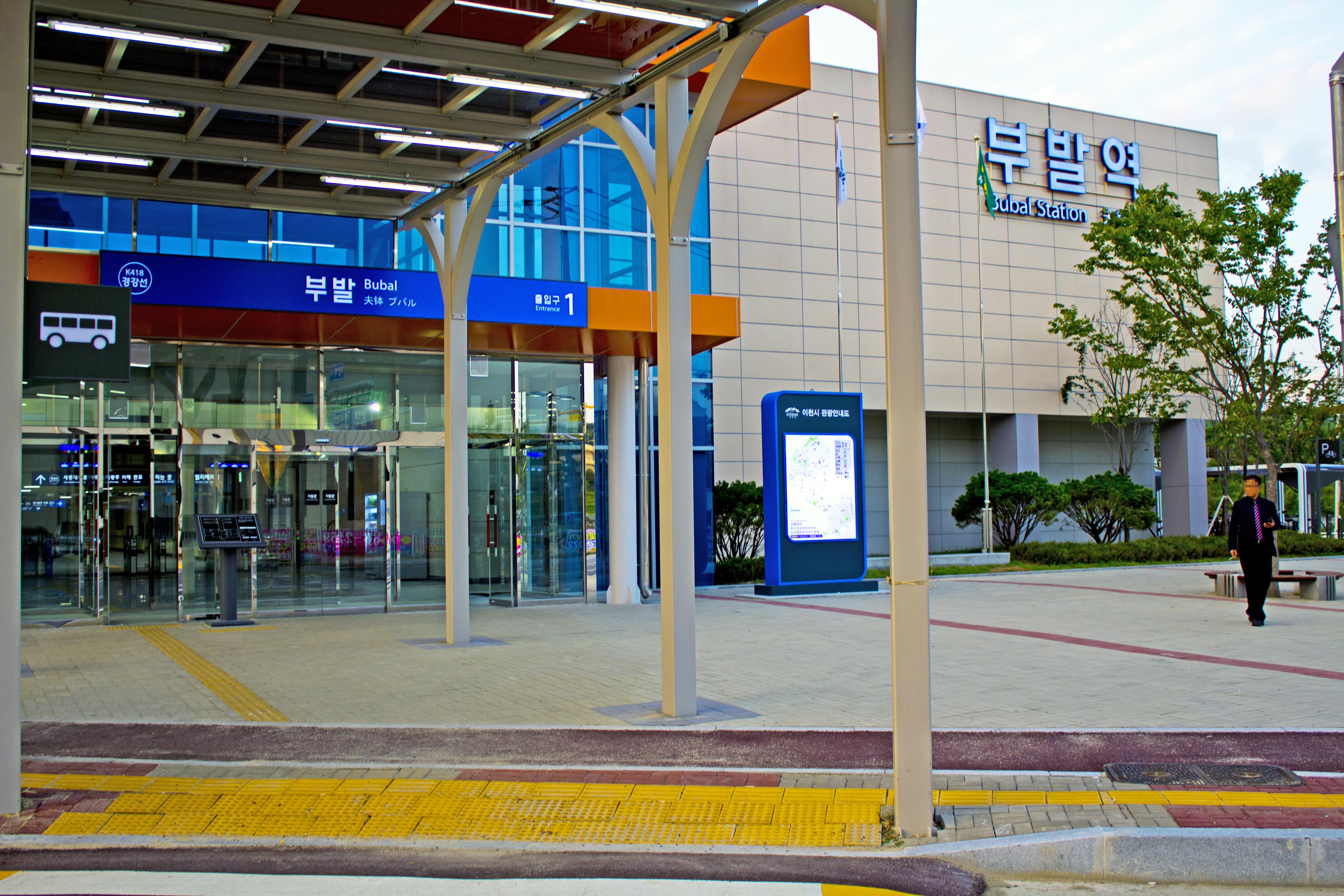
1號出口
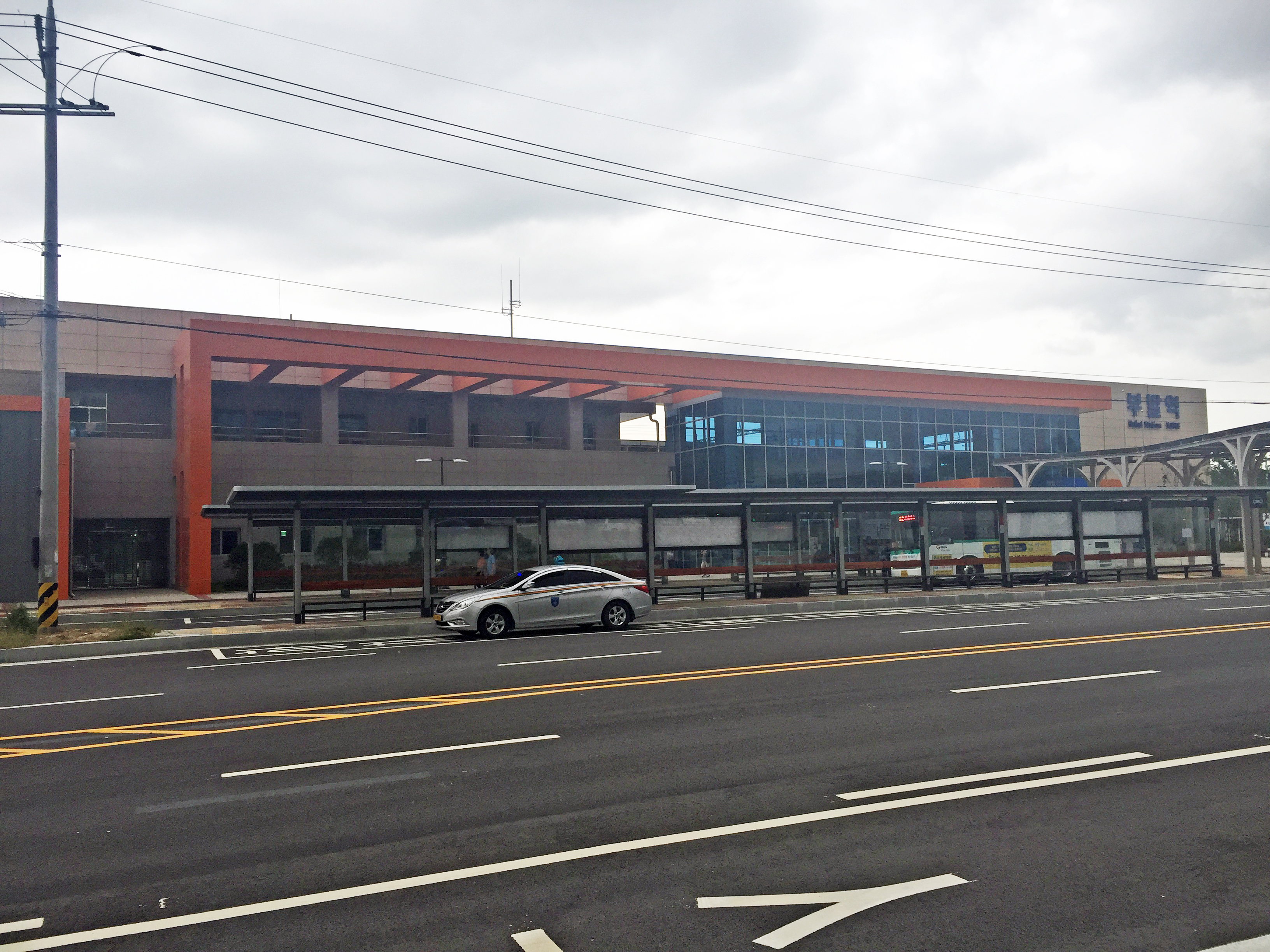
車站建築
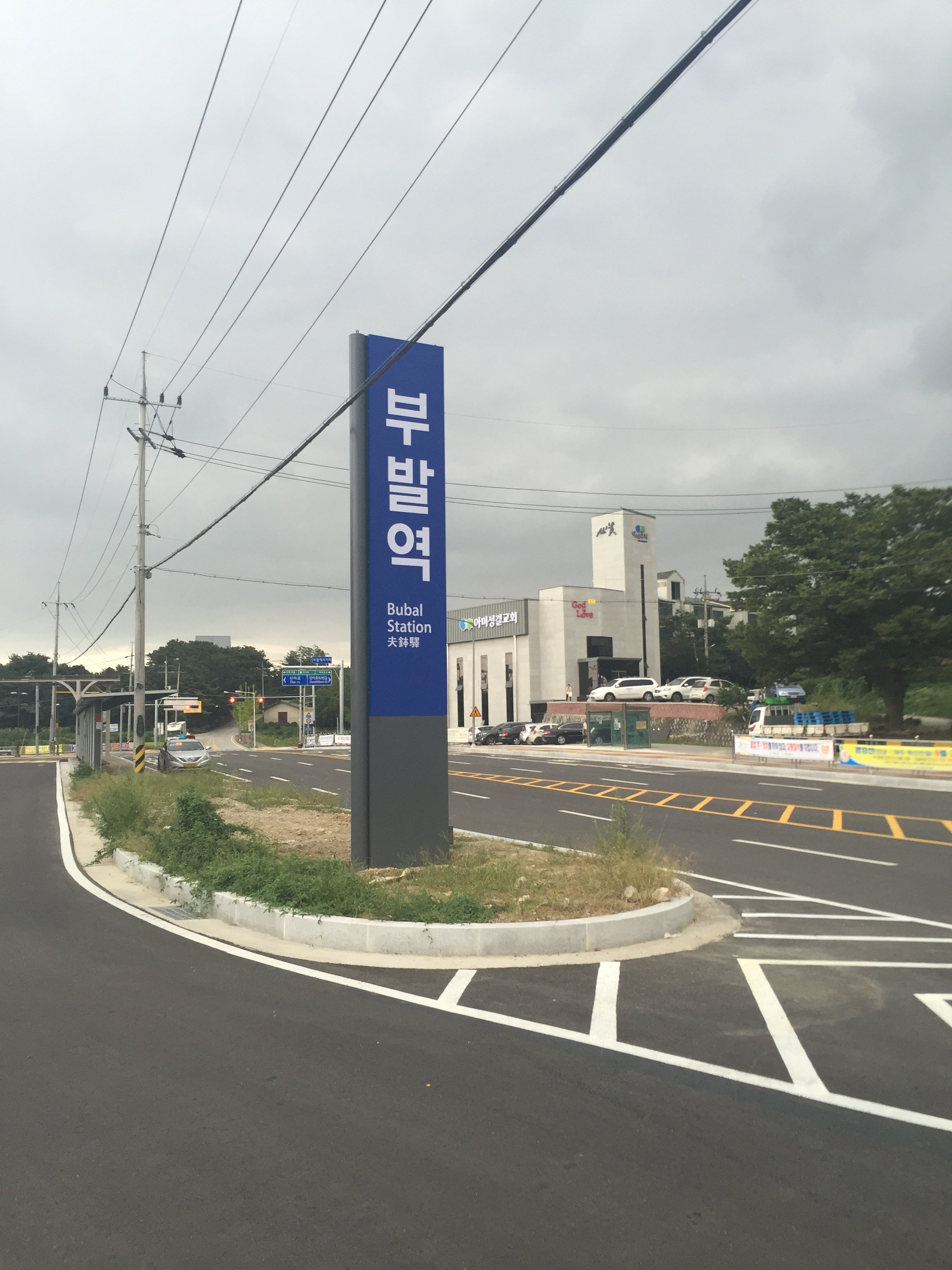
站牌

## 相鄰車站
韓國鐵道公社
●首都圈電鐵京江線
利川（K417）－夫鉢（K418）－世宗大王陵（K419）
●中部內陸線
夫鉢－牙美信號場